# Carlo Milanuzzi
Carlo Milanuzzi (Esanatoglia, antes de 1592-después de 1647) fue un músico italiano del período barroco.
Nació en Santa Natoglia, hoy Esanatoglia en las Marcas, hijo de Milanuzzo y doña Felice. Según los estudios más recientes, su nacimiento alrededor de 1590, casi con toda seguridad antes de 1592, se puede inferir del registro de bautizos, empezado en aquel año, adonde falta su nombre.

Aunque nació en las Marcas, Milanuzzi estuvo particularmente activo en el Norte de Italia, principalmente en Venecia. Fraile agustiniano, compuso música sacra y profana, a veces de contenido erótico, y también obras poéticas y una comedia pastoral. Su colección de Ariose vaghezze publicada en Venecia entre 1622 y 1643, incluye danzas para guitarra española y muchas arias y cantadas a voce sola (para una sola voz) que tienen afinidades con las de Andrea Falconieri.

No se conoce la fecha de fallecimiento de Milanuzzi, probablemente después su última publicación, Compieta intiera concertata con le Antifone, e Litanie della Beatiss. Vergine Madre di Dio, da cantarsi in organo, a una, due, tre, e quattro voci, op. 23, de 1647. Se ha perdido parte de su obra.

## Obras

### Música sacra
- Sacri rosarum flores, 1619;
- Vespertina psalmodia, 1619;
- Letanie della Beata Vergine, 1622;
- Armonia sacra di concerti, messa et canzoni, 1622;
- Sacra cetra concertata con affetti ecclesiastici, 1625;
- Concerto sacro di salmi intieri, 1629;
- Messe a 3 concertate, 1627;
- Hortus sacer deliciarum, 1636;
- Concerto sacro di salmi intieri, 1643;
- Compieta intiera concertata con le antifone, e Litanie BVM di Dio, 1647.

### Música profana
- Aurea corona de scherzi poetici, 1620;
- Primo scherzo delle ariose vaghezze, 1622;
- Secondo scherzo delle ariose vaghezze, 1622;
- Terzo scherzo delle ariose vaghezze, 1623;
- Quarto scherzo delle ariose vaghezze, 1624;
- Sesto libro delle ariose vaghezze, 1628;
- Settimo libro delle ariose vaghezze, 1630;
- Ottavo libro delle ariose vaghezze, 1635;
- Nono libro delle ariose vaghezze, commode da cantarsi, 1643.

### Otras obras
- Il primo libro de madrigali a quattro voci di Pomponio Nenna, con l'aggiunta del basso continuo da Carlo Milanuzzi, Venezia, 1621;
- Anima miseranda, en «Ghirlanda sacra scielta da diuersi Eccellentissimi Compositori», Venezia, 1625;
- 2 arias, 1634.